# Villain
Villain és una pel·lícula d'acció britànica del 2020 dirigida per Philip Barantini i protagonitzada per Craig Fairbrass. És el debut de Barantini com a director. La pel·lícula va rebre crítiques generalment positives, va ser l'elecció de la crítica a The New York Times i va assolir el número set en la llista de pel·lícules d'iTunes dels EUA. S'ha subtitulat al català.
La pel·lícula es va estrenar en una selecció de cinemes, a la carta i plataformes digitals del Regne Unit el 28 de febrer de 2020 i als Estats Units el 22 de maig de 2020.